# Accord de libre-échange entre le Japon et Singapour
L'accord de libre-échange entre le Japon et Singapour est un accord de libre-échange signé le 13 janvier 2002 et entré en application le 30 novembre 2002. Le traité porte une réduction des tarifs douaniers. L'accord a fait l'objet d'un amendement en 2007,.